# ゼナー・カード

ゼナー・カード

ゼナー・カード（Zener cards）とは、ESP（超感覚的知覚）実験用のカードの一種のことである。

## 概要
1930年代前半に心理学者カール・ゼナー（Karl Zener）が、ジョゼフ・バンクス・ラインとともに活動していた時にデザインしたものとされている。
このカードがデザインされる以前は、ESPの実験は通常のplaying cards（日本語のいわゆるトランプ）を用いて行われていたともいう。だが、通常のplaying cardsというのは、数字とスート（マーク）が表示されている。数字とスートの両方を言い当てればシンプルに特定のカードを言い当てたことになるが、数字だけあるいはスートだけを言い当てた試行についてはそう記録してゆくことになり、いざ実験結果を分析するときに統計学的な分析が複雑になってしまい、明瞭でなくなってしまうなどの問題があった。また、特定の数字や特定のスートに何らかのこだわりや好みを持っている人が多いことも問題だった。このような理由で新たにカードをデザインすることが要請され、カール・ゼナーによってゼナー・カードが作り出されることになったのである。
ゼナー・カードは5種類の図柄が一組になっている。すなわち、丸、十字、波、四角、星である。後年、三角を追加した6種類の図柄が一組の場合も稀にあり、1989年放送の『刑事コロンボ』第46話「汚れた超能力」で使われたものには、三角の図柄が含まれていた。
かつてはESP研究にはゼナー・カードなどのカード類、すなわちESPカードが用いられていた。カードの裏側の汚れを覚えることもできるし、実験者のメガネや角膜に映ることもあるといった指摘によって、不正行為に対して無防備なため、1970年代にはゼナー・カード以外のものを使うようになった。最近では超心理学の研究者のあいだではシュミット・マシーンなどの機器の使用が一般的であり、カードが使われることは少なくなった。
だが現在でも、ゼナー・カードならば誰でも簡単に手作りし、自分自身で手軽にESP実験を行うことができ、同時に統計学的方法や科学的方法の基礎を学習することができる。